# الدور (أم القيوين)
ٱلدُّوْر هي مدينة أثرية في الشرق الأدنى القديم تقع في أم القيوين، في الإمارات العربية المتحدة. وهو واحد من أكبر المواقع الآثرية في الإمارات، يقع بالقرب من الطريق الحديث الذي يربط بين رأس الخيمة والشارقة. وهو يقع على خور ضحل، وهو خور البيضاء الذي كام مرفأ جيدًا للسفن في العصور الغابرة أو في ازدهار المكان، على الرغم من أن آثار الموقع
حاليًا تبعد حوالي 3 كم من الساحل. وتبلغ مساحة الموقع حوالي 5 كيلومتر مربع (1.9 ميل مربع)، ويوجد إلى الغرب من الموقع وعلى طول الساحل وعلى الجانب الشرقي من الطريق، كميات من الأصداف وعظام الأسماك والتي ربما تحدد الساحل القديم للمكان.

## الاستكشاف
وقد قامت بعثة عراقية آثارية بمسح وتنقيبات لفترة قصيرة في الموقع بين عامي 1973 و1974. وقد نقبت البعثة عن كومة أو تل
في الجانب الجنوبي الشرقي من الدور، وبعد إزالة الرمال والأتربة، اتضح أنها عبارة عن مبنى مربع، أسواره من الحجارة اليابسة.
كذلك نقبت البعثة في تلة أخرى أكبر حجما، تقع إلى الجنوب من الأولى بحوالي 1,6 كم، وعُثر فيها على آثار قلعة مربعة، تبلغ
طول أضلاعها 20 م. تقريبًا، وتقوم على زواياها الأربع أبراج مدورة. وبداخل القلعة يوجد مبنى مستقل شبه مربع، يتكون من ثلاث غرف
وسياج آخر بني قبالة الحائط الشرقي. كما تم العثور على فخاريات متنوعة وأدوات حجرية، لكن أهم المستكشفات التي وجدت على السطح هي ثماني عملات: إثنتان منها ميسانيتان، وأربع عربيات محليات السك، والباقيتان صعبتا القراءة. ومنذ عام 1981 بدأت
فرق تنقيب أوروبية (إنجليزية وفرنسية ودنماركية وبلجيكية وأسترالية) العمل في الموقع، وقد حددت هذه الفرق 50 منطقة رئيسية للتنقيب. واكتشف الآثاريون مبان عامة وخاصة متنوعة: منها معبد، مستطيل الشكل، تبلغ أبعاده 30, 8×8 أمتار، ذي مذابح أربعة،
مبني من حجارة ساحلية متوفرة في المكان. ومازالت جدرانه ترتفع حوالي المترين، وعلى مقربة من المعبد بئر دائري مرصوف بالحجارة يبلغ عمقه 6 أمتار. ولقد كان مستوى المياه الجوفية يبلغ في البئر حوالي 4,5 أمتار. واكتُشف أيضًا أحجام مختلفة لمنازل وقبور، وهيكل عظمي لجمل وبجانبه سيف حديدي. وعثُر في منطقة AV على هيكلين لجملين آخرين، مسحوبة رقبتها للخلف.
ويحتوي المكان على كميات هائلة من الفخاريات المستوردة والمحلية، وأنواع من جرار التخزين من ضمنها جرار سوداء الحواف
وصفراء، وجرار رقيقة الصنع مختلفة الألوان. يعتقد أن حوالي 20000 مقبرة موجودة في الموقع بشكل عام. في نهاية مارس 2019، تم العثور على 15 مقبرة وتماثيل برونزية وبقايا استيطان ومجوهرات وفخاريات يعود تاريخها إلى القرن الأول الميلادي.

### اللُقًى
كما تم العثور على أدوات معدنية كرؤوس السهام والمسامير الحديدية، وأواني زجاجية، وأدوات برونزية كالخواتم والأساور والأجراس، وأنواع من لوحات العظام والعاج، ومباخر وتماثيل صغيرة متعددة الأشكال، وكميات كبيرة ومتنوعةمن الخرز مصنوعة من مواد متعددة كالحجارة شبه الكريمة والزجاج البرّاق. كما تم اكتشاف أداة وزن من رصاص  معلق فيها حلقة حديدية وكوبالت أزرق وزجاجيات رومانية، وكميات كبيرة من عظام الحيوانات، وتمثالين لطائر ربما الصقر
أو العقاب مصنوعان من حجر الجير. وكل هذه المعثورات أرخت بين القرن الثاني قبل الميلاد وأواخر القرن الأول
وبدايات القرن الثاني للميلاد. كما عثر المنقبون على آثار أخرى تعود لفترات أقدم تمتد من الألفين الثالث والثاني قبل
الميلاد وحتى العصر الحديدي.
من بين الاكتشافات العديدة التي تم إجراؤها في الموقع، يعد استخدام ألواح النوافذ المرمر أمرًا مهمًا، حيث تم تسجيل هذا الاستخدام لأول مرة في شبه الجزيرة العربية.
وعلى الرغم من اكتشاف المعبد القلعة والقبور واللقى الآثارية الأخرى، إلا أنه لم يعثر على مساكن وبيوت الموقع
ويحتمل أنها زالت نتيجة لكونها مصنوعة من مواد تستهلك كسعف وجذوع النخيل والأخشاب مثلا. كما كان الحال في المنطقة
قبل اكتشاف النفط، بل إلى عهد قريب.

## الروابط اليونانية الرومانية
يعتقد أن الدور هو موقع عُمانا (Omana)، وقد ذكره كل من بليني وسترابو كمدينة مهمة في الخليج السفلي. يشار إلى المدينة في كتاب الطواف حول البحر الإريتري، توثيق التجارة بين الإسكندرية والهند، ويشير الكتاب نفسه إلى أن عُمانا كانت أهم ميناء في الخليج خلال القرن الأول الميلادي وكانت مرتبطًا بميناءأبولوغوس (أبولا) على رأس الخليج الذي ارتبط بالبصرة. هذه التجارة عبر الخليج، عبر قوافل الجمال الداخلية من الخليج إلى سوريا،وهذه ما يفسر ثراء اللقى الرومانية في الدور. أعطت المخطوطات اليونانية المعاصرة لصادرات الدور على أنها «لآلئ، صبغ أرجوانية، ملابس، نبيذ، ذهب وعبيد، وكمية كبيرة من التمور».
ارتبط الموقع بالتطور التاريخي الداخلي لمليحة في إمارة الشارقة، والذي يعتقد أنه كانت بينهم علاقات قوية. كما تم الكشف عن أوجه التشابه في طقوس الدفن، دفن الحيوانات مع أصحابها، والأواني والزخارف وأشكال الثعابين البرونزية الصغيرة. الإبل المدفونة برؤوسها المعكوسة هي سمة مشتركة لكل من مدافن الحيوانات في الدور ومليحة الداخلية.
كان لدور ماضي تجاري غني، حيث تم العثور على قطع أثرية في الموقع تظهر روابط مع كل من بلاد ما بين النهرين والهند. وتعود العملات المعدنية المقدونية المكتشفة في الدور إلى عهد الإسكندر الأكبر، بينما تم العثور على مئات العملات المعدنية التي تضم رأس هيراكليس وزيوس على وجه العملة، وتحمل اسم أبي إيل في الآرامية. تتطابق هذه العملات مع قوالب العملات الموجودة في مليحة. يرجع تاريخها إلى 100 بعد الميلاد، عندما كانت الدور في أوجها، وهناك أشكال معقد بسبب العملات المماثلة التي وجدت في البحرين في كنز يعود تاريخه إلى 200 قبل الميلاد. يُعتقد العملات المعدنية ضُربت في عهد أبي إيل وعملات معدنية أخرى من عهد الإسكندر ضُربت بعد قرون من وفاته.